# Pop gegant
S'anomenen pops gegants a alguns membres del gènere Enteroctopus, però no tots car alguns membres d'aquest gènere són d'una mida extremadament petita.
- Gènere Enteroctopus 
  - Pop gegant del Pacífic Nord, Enteroctopus dofleini
  - Pop gegant del Sud, Enteroctopus magnificus
  - Enteroctopus juttingi *
  - Enteroctopus megalocyathus
  - Enteroctopus membranaceus
  - Enteroctopus zealandicus

Les espècies marcades amb asterisc (*) són qüestionables i requereixen un estudi més profund per a determinar si són espècies vàlides o sinònims.